# Kalkýš
Kalkýš (někdy též kelkýš či keltýš) je sladké kašovité jídlo ze šťávy naklíčených obilovin (žito, pšenice). Připravuje se přidáním vody a mouky k naklíčeným zrnům a jejich následným pečením. Pokrm se v jižní části západního Slovenska tradičně připravuje zejména před Velikonocemi.